# Lindsey Buckingham
Lindsey Adams Buckingham (IPA: [ˈlɪnzi ˈbʌkɪŋəm]; Palo Alto, 3 ottobre 1949) è un chitarrista, cantante e produttore discografico statunitense.
Noto principalmente per aver fatto parte dei Fleetwood Mac (1975-1987 e 1997-2018), con cui è stato introdotto nella Rock and Roll Hall of Fame nel 1998, ha parallelamente portato avanti una lunga carriera solista.
Stimato per il suo personale stile chitarristico che non prevede l'uso del plettro, è stato inserito dalla rivista Rolling Stone al 100° posto della rielaborata classifica del 2011 dei 100 migliori chitarristi di tutti i tempi.

## Biografia
Lindsey Buckingham nacque il 3 ottobre 1949 a Palo Alto, California, da Rutheda Elliott e Morris Buckingham. Aveva due fratelli maggiori, Jeffrey e Gregory. Cresciuto nella comunità di Atherton nella San Francisco Bay Area, frequentò la Menlo-Atherton High School, dove Buckingham e i suoi fratelli furono incoraggiati a nuotare a livello agonistico. Sebbene Buckingham abbandonò lo sport per dedicarsi alla musica, suo fratello Gregory vinse una medaglia d'argento alle Olimpiadi del '68 a Città del Messico nei 200 metri misti maschili. Nonostante non si fosse laureato, Lindsey frequentò la San José State University, come suo fratello Greg e suo padre Morris.
Le prime incursioni di Buckingham nella chitarra avvennero con una giocattolo di Topolino, accompagnando i 45 giri di suo fratello Jeff. Notando il suo talento, i genitori di Buckingham comprarono al figlio una chitarra Harmony da 35$.
Buckingham non prese mai lezioni di chitarra e non sa leggere la musica. All'età di 13 anni iniziò a interessarsi alla musica folk e, influenzato dai metodi del banjo, esercitò lo stile energico del Kingston Trio.

## Carriera

### 1966–1971: prima band
Dal 1966 al 1971, Buckingham suonò rock psichedelico e folk rock con la rock band della High School, chiamata in origine Fritz Rabyne Memorial Band, in qualità di bassista e cantante. La band si riorganizzò nel 1967 a causa di cambiamenti nella formazione e accorciò il proprio nome in Fritz. Buckingham invitò Stevie Nicks, che frequentava la stessa High School, a unirsi ai Fritz come cantante. I Fritz aprirono tra il 1968 e il 1970 i concerti di Jimi Hendrix, Janis Joplin e Grace Slick. La loro relazione amorosa iniziò quando entrambi lasciarono la band cinque anni più tardi. Buckingham soffrì di un attacco di mononucleosi, che ha posticipato la loro partenza per Los Angeles.

### 1972–1974: Buckingham Nicks
Buckingham e Stevie Nicks registrarono nel 1972 sette demo su un registratore Ampex a 4 tracce da mezzo pollice conservato nella torrefazione di caffè del padre a Daly City, quindi si recarono a Los Angeles per firmare un contratto discografico. Nel 1973 la Polydor Records ha messo sotto contratto la coppia. Il loro album in studio Buckingham Nicks, prodotto da Keith Olsen e dal secondo ingegnere del suono Richard Dashut, è stato pubblicato nel settembre del 1973; tuttavia, subito dopo la sua uscita, la Polydor abbandonò il duo a causa delle scarse vendite. Per far quadrare i conti, Buckingham andò in tournée con la band di supporto di Don Everly, cantando le parti di Phil Everly.

### 1975–1980: Fleetwood Mac e il successo mainstream

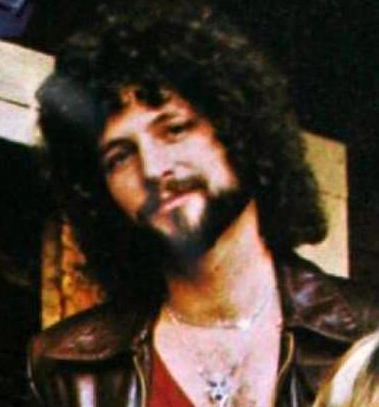
Buckingham nel 1977

Mentre si trovava nei Sound City Studios in California, Mick Fleetwood ascoltò Frozen Love, dall'album Buckingham Nicks. Colpito, chiese chi fosse il chitarrista. Per caso, Buckingham e Nicks si trovavano nei medesimi Studios, e Buckingham e Fleetwood furono fatti incontrare. Quando Bob Welch lasciò i Fleetwood Mac nel dicembre del 1974, Fleetwood contattò immediatamente Buckingham e gli offrì il posto vacante di chitarrista nella sua band. Buckingham disse a Fleetwood che lui e Nicks erano una squadra e che non voleva lavorare senza di lei. Fleetwood accettò di assumerli entrambi, senza un'audizione. Buckingham e Nicks iniziarono quindi un breve tour per promuovere l'album Buckingham Nicks. La band in tournée includeva i batteristi Bob Aguirre e Gary Hodges (che suonavano simultaneamente) e il bassista Tom Moncrieff. Quando suonarono in Alabama, l'unica area in cui videro vendite apprezzabili, dissero ai loro fan che si erano uniti ai Fleetwood Mac.
I Fleetwood Mac pubblicarono nel 1975 il loro album eponimo (anche noto come the White Album, per distinguerlo dall'omonimo del 1968), che raggiunse il primo posto nelle classifiche americane. Buckingham ha contribuito all'album con due canzoni, Monday Morning e I'm So Afraid (entrambe pensate per il secondo album, mai pubblicato, del duo Buckingham Nicks), mentre cantava come solista in Blue Letter e in Crystal.
Nonostante il successo del primo album in studio della nuova formazione, fu il secondo album Rumours (1977), a far raggiungere alla band lo status di superstar, divenendo uno degli album in studio più venduti di tutti i tempi. Go Your Own Way, "lead single" scritto da Buckingham, fu in grado di raggiungere la posizione n° 10 della Billboard Hot 100; l'album includeva anche altre due canzoni scritte dal solo Buckingham: Second Hand News e Never Going Back Again. Buckingham cantò anche come "co-lead singer" nelle due hit The Chain (unico brano che porta la firma di tutti e cinque i membri) e Don't Stop (scritta da Christine McVie).
Dopo il successo commerciale di Rumours (durante la cui realizzazione Buckingham e Nicks si lasciarono), Buckingham voleva a tutti i costi evitare di ripetere lo stesso schema musicale. Il risultato fu Tusk (1979), un doppio album in studio che Buckingham diresse principalmente. Ancora una volta, Buckingham ha scritto il "lead single", ovverosia la traccia eponima Tusk (con la partecipazione della USC Trojan Marching Band), che ha raggiunto la posizione n° 8 della Billboard Hot 100. Buckingham convinse i Fleetwood Mac a lasciare che il suo lavoro nell'album fosse più sperimentale e a poter lavorare sulle tracce a casa prima di portarle al resto della band.
Durante il periodo in cui lavorò a Tusk, Buckingham produsse alla fine degli anni '70 album in studio per John Stewart (Bombs Away Dreams Baby) e per Walter Egan (Fundamental Roll e Not Shy, inclusa la hit Magnet and Steel del 1978) e il singolo di Bob Welch Sentimental Lady (nella nuova versione del 1977, che vede la partecipazione di Buckingham alla chitarra), oltre a lavorare al suo primo album da solista. Partecipò inoltre agli album eponimi Warren Zevon e Leo Sayer e al singolo Don't Give It Up di Robbie Patton.

### 1981: carriera solista eLaw and Order
Nel 1981 Buckingham ha pubblicato il suo primo album solista Law and Order, suonando quasi tutti gli strumenti e con la partecipazione come ospiti dei compagni di band Mick Fleetwood e Christine McVie. L'album seguì le influenze eccentriche, eclettiche, spesso lo-fi e new wave di Tusk e generò il singolo Trouble (inspirato dal produttore dei Fleetwood Mac Richard Dashut), che raggiunse la posizione n° 9 della Billboard Hot 100 e la n° 1 in Australia (per tre settimane).

### 1982:Mirage
Dopo un grande tour mondiale, che si concluse nel 1980, i Fleetwood Mac si presero una pausa di un anno, prima di riunirsi per registrare il loro successivo album in studio, Mirage, un lavoro più pop-friendly che riportò la band in cima alla classifica degli album più venduti negli Stati Uniti. Inoltre due delle tracce firmate da Buckingham (Oh Diane e Can't Go Back) hanno avuto un ottimo riscontro nella UK Singles Chart, raggiungendo rispettivamente le posizioni n° 9 e n° 83 della stessa.
Tuttavia, a quel tempo, vari membri della band stavano riscuotendo successo come artisti solisti (Nicks su tutti) e il successivo album dei Fleetwood Mac non verrà pubblicato da lì a cinque anni.
Nello stesso 1982 Buckingham partecipò inoltre all'album Get Closer di Linda Ronstadt, suonando la fisarmonica nel brano Talk to Me of Mendocino.

### 1983–1986:Go Insanee altri progetti solisti
Nel 1983 scrisse le canzoni Holiday Road e Dancin' Across the USA per il film National Lampoon's Vacation. Holiday Road fu pubblicato come singolo e raggiunse la posizione n° 82 della Billboard Hot 100. Nello stesso anno è accreditato come "backing vocalist" (insieme a Christine McVie) in I Love L.A., traccia dell'album di Randy Newman Trouble in Paradise.
Nel 1984, dopo aver concluso la sua relazione di sette anni con Carol Ann Harris, pubblicò Il suo secondo album in studio da solista, dal titolo Go Insane. La "title track" raggiunse la posizione n° 23 della Billboard Hot 100. Nel 2008 rivelò che la traccia del titolo parlava della sua relazione post-rottura con Stevie Nicks; tuttavia Harris affermò nella sua biografia (Storms – My Life with Lindsey Buckingham and Fleetwood Mac) che la canzone era stata scritta in merito alla sua rottura con Buckingham. L'ultima traccia dell'album, D.W. Suite, era un omaggio al batterista dei Beach Boys Dennis Wilson, un caro amico dei Fleetwood Mac, per breve tempo fidanzato con Christine McVie. Nello stesso anno Buckingham suonò le chitarre in You Can't Make Love, tratta dal secondo album in studio di Don Henley Building the Perfect Beast, partecipò a cinque tracce dell'omonimo album solista di Christine McVie e suonò la chitarra nella traccia Jimmy Loves Maryann dell'album From the Hip di Josie Cotton.
Nel 1985 Buckingham si esibì nel singolo We Are the World, realizzato a scopo benefico dal supergruppo USA for Africa. Ha inoltre preso parte all'album Behind the Sun di Eric Clapton, suonando la chitarra ritmica in Something's Happening, e alla colonna sonora del film Ritorno al Futuro con Time Bomb Town, in cui suonò tutti gli strumenti (con l'eccezione della batteria, suonata da Michael Huey).
Nel 1986 ha co-scritto Since You've Gone per Belinda, l'album di debutto di Belinda Carlisle.

### 1987:Tango in the Nighte l'uscita dai Fleetwood Mac
Il quinto album di Buckingham con i Fleetwood Mac fu Tango in the Night, pubblicato nel 1987. Buckingham aveva già pubblicato due album in studio da solista e aveva rinunciato a gran parte del materiale per quello che sarebbe stato il suo terzo album da solista per il progetto con la band, tra cui i brani Big Love (singolo che raggiunse la Top-10 sia nel Regno Unito sia negli Stati Uniti), Tango in the Night, Family Man, You and I e Caroline.
Spinto da una serie di singoli di successo, Tango in the Night divenne il più grande album in studio della band dai tempi di Rumours, pubblicato un decennio prima. In séguito alla sua pubblicazione, Buckingham decise però di lasciare i Fleetwood Mac principalmente a causa del suo desiderio di non andare in tour e della tensione che provava nella band. "Avevo bisogno di separarmi da Stevie, soprattutto perché non credo di aver mai posto fine del tutto alla nostra relazione", ha dichiarato. "Avevo bisogno di andare avanti con la fase successiva della mia crescita creativa e della mia crescita emotiva. Quando rompi con qualcuno e poi, per i successivi dieci anni, gli devi stare vicino e vedere che si allontana da te, non è facile." I Fleetwood Mac continuarono senza di lui e Buckingham fu sostituito da due chitarristi, Rick Vito e Billy Burnette. Nonostante ciò suonerà la chitarra acustica nella traccia eponima in Behind the Mask e sarà backing-vocalist in Nothing Without You in Time.
Inoltre sempre nel 1987 aveva partecipato come polistrumentista, corista e produttore all'album Remembrance Days dei Dream Academy.

### 1988–1992:Out of the Cradle
Dopo aver lasciato i Fleetwood Mac nel 1987, Buckingham trascorse gran parte dei successivi cinque anni in studio, lavorando al suo terzo album solista, Out of the Cradle, uscito nel 1992. Molte delle canzoni trattano della sua reazione con Nicks e della sua decisione di lasciare la band, parlando dei sentimenti di quei 15 anni analizzati "nella prospettiva più sana possibile", definendo l'album come "una catarsi".
Il brano Wrong è stato un gentile rimprovero alla biografia rivelatrice dell'ex compagno di band Mick Fleetwood, pubblicata nel 1990. Out of the Cradle ha ricevuto diverse recensioni favorevoli, anche se non ha raggiunto i livelli di vendita dei tempi di Fleetwood Mac. Tuttavia Buckingham è andato in tour per tutto il 1992/93 per la prima volta da solista; la sua band includeva altri sette chitarristi (Buckingham stesso la definisce "the crazy band" nel suo DVD Soundstage del 2005).

### 1993–2005: rientro nei Fleetwood Mac

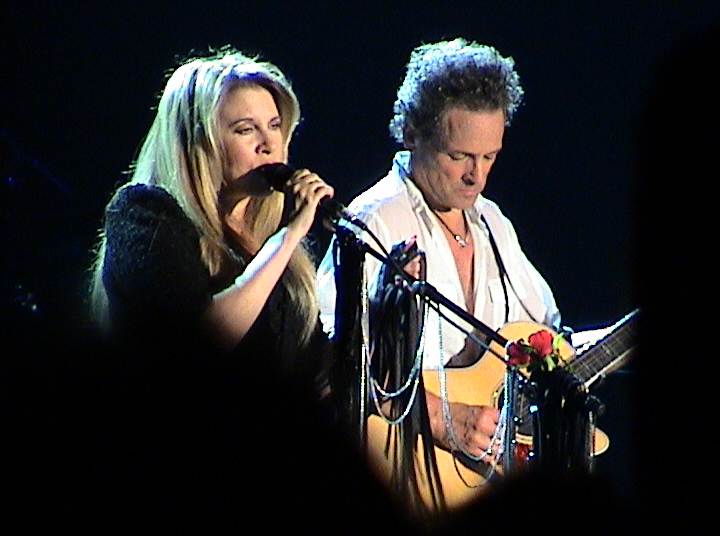
Stevie Nicks e Buckingham nel Say You Will Tour nel 2003

Nel 1993 il neo-presidente eletto Bill Clinton chiese ai Fleetwood Mac di riunirsi per eseguire la canzone scelta per la sua campagna elettorale, Don't Stop, durante il suo insediamento il 20 gennaio 1993. Buckingham accettò di partecipare all'esibizione, ma l'esperienza fu in un certo senso un evento unico per la band, che era ancora molto in disaccordo e non aveva in programma di riunirsi ufficialmente.
Mentre assemblava il materiale per un quarto album in studio da solista, pianificato a metà degli anni '90, Buckingham contattò Mick Fleetwood per chiedere assistenza per una canzone. La loro collaborazione durò molto più a lungo del previsto e alla fine i due decisero di chiamare Stevie Nicks, John e Christine McVie.
In quegli anni Buckingham prese parte alle colonne sonore dei film 110 e lode (1994) e Twister (1996) rispettivamente con i brani On the Wrong Side e Twisted (duetto con Stevie Nicks), oltre ad aver aperto i concerti in Nord America del "What's Love? Tour" di Tina Turner.
Nel 1997 Buckingham e tutti e quattro i suoi compagni della formazione dell'era Rumours andarono in tournée, per la prima volta insieme dal 1982, in un tour di reunion intitolato "The Dance". Il 19 agosto 1997 fu registrato ai Warner Brothers Studios di Los Angeles il live album omonimo, che includeva quattro tracce inedite, due delle quali scritte da Buckingham: Bleed to Love Her (registrata poi in studio e inserita nell'album Say You Will) e My Little Demon. Nonostante l'enorme successo del tour, Christine McVie lasciò la band nel 1998 a causa della sua paura di volare e della sua volontà di restare con la famiglia nel Regno Unito, rendendo così i Fleetwood Mac una band di quattro elementi.
Un successivo quarto album in studio da solista, intitolato Gift of Screws, fu registrato tra il 1995 e il 2001 e presentato alla Warner Bros. e alla Reprise per la pubblicazione. I dirigenti dell'etichetta riuscirono a convincere Buckingham a trattenere l'album e a utilizzare diverse tracce da Gift of Screws e usarle con i Fleetwood Mac. Nel 2003 la band ricostituita incise il primo album in studio con Buckingham e Nicks dopo 15 anni, intitolato Say You Will. Il brano di Buckingham Peacekeeper fu il primo singolo estratto dall'album e la band intraprese un tour mondiale durato quasi un anno. Sette canzoni da Gift of Screws appaiono in Say You Will, sostanzialmente nella stessa forma in cui Buckingham le aveva registrate per il suo album solista.
Partecipa inoltre all'album solista di Stevie Nicks Trouble in Shangri-La, pubblicato nel 2001, nella traccia I Miss You.
In occasione dello speciale televisivo di ABC per il Capodanno 2002, Buckingham realizzò un'atipica cover di Here Comes the Sun di George Harrison.
I suoi brani Shut Us Down (versione uncut) e Big Love (versione del Soundstage live) vennero inoltre scelti per la colonna sonora del film Elizabethtown (2005).

### 2006–2008: prosegue anche la carriera solista
Il 3 ottobre 2006, giorno del suo 57º compleanno uscì il suo quarto album in studio da solista, dal titolo Under the Skin. Under the Skin vede Buckingham suonare quasi tutti gli strumenti, con l'eccezione di due tracce che presentano i compagni di band John McVie e Mick Fleetwood. L'album include una cover di I Am Waiting dei Rolling Stones e una di To Try for the Sun di Donovan. Tre giorni dopo la pubblicazione dell'album, Buckingham iniziò un tour promozionale che si è concluso alla fine di giugno del 2007. Un live album e DVD, Live at the Bass Performance Hall, ha documentato lo spettacolo presso Fort Worth (Texas), facente parte del medesimo tour.
Nel 2008 l'album Gift of Screws fu finalmente pubblicato, contenente tre tracce dell'album in studio originariamente pianificato, e sette nuove registrazioni (tra cui i singoli Did You Miss Me e Love Runs Deeper). Buckingham iniziò quindi un breve tour per promuovere l'album a settembre e ottobre. L'anno successivo venne pubblicato Gift of Screws EP, contenente i due singoli dell'album principale e tre "sessions" registrate presso il KBCO Studio C.

### 2009: in tour con i Fleetwood Mac
I Fleetwood Mac andarono in tour nel 2009, con la prima data del loro "Unleashed Tour" il 1º marzo presso la Mellon Arena di Pittsburgh. Christine McVie non fu coinvolta nel progetto.

### 2010–2012:Seeds We SoweOne Man Show
Il 3 novembre 2010 il sito web di Buckingham annunciò che stava lavorando a un nuovo album in studio senza titolo, la cui uscita era prevista per l'inizio del 2011. L'album fu finito di registrare ad aprile e il 22 dello stesso mese venne filmato un concerto per un DVD a supporto dell'album. Seeds We Sow fu pubblicato il 6 settembre 2011. Il 10 settembre Buckingham diede il via al "Seeds We Sow Tour" presso Reno (Nevada); il tour si concluse a Tulsa (Oklahoma) il 14 novembre. Buckingham aveva pianificato di fare il primo tour solista nel Regno Unito e in Irlanda nel mese di dicembre. Tuttavia, all'inizio di dicembre stesso, Buckingham pospose tutte le date nel Regno Unito a causa di un infortunio alla schiena del suo chitarrista. Le date nel Regno Unito furono in seguito cancellate.

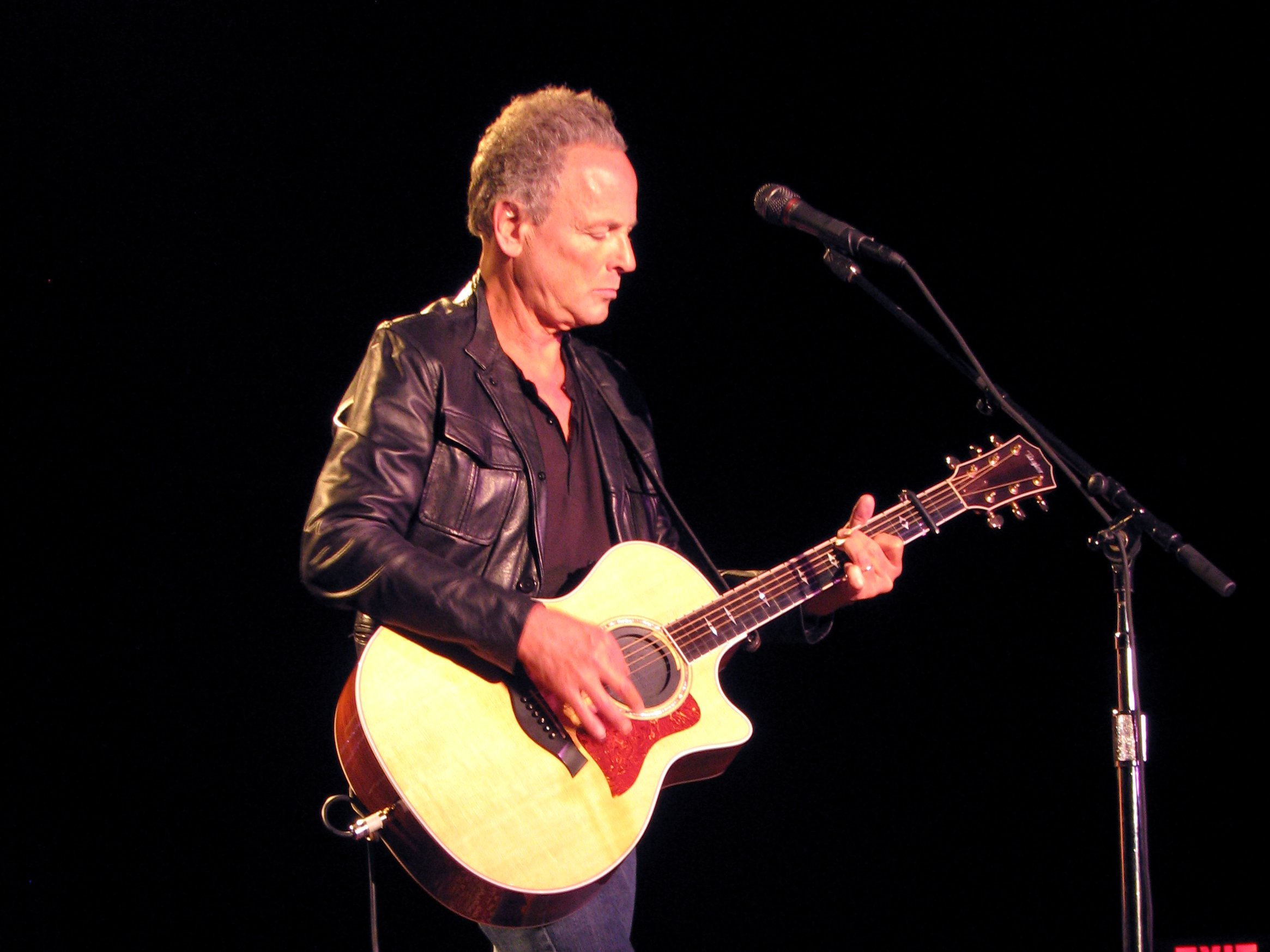
Buckingham si esibisce al Neighborhood Theatre di Charlotte (Carolina del Nord) nel 2012

Buckingham ha iniziato un tour negli Stati Uniti senza band di supporto il 3 maggio 2012, presso Solana Beach (California) e a Novembre del 2012 ha pubblicato un album live completamente da solo, chiamato One Man Show, tramite download digitale su iTunes, registrato in una singola serata a Des Moines (Iowa). One Man Show è stato pubblicato dall'etichetta dello stesso Buckingham, la Buckingham Records LLC.
In quegli anni Buckingham aveva inoltre preso parte al brano di Stevie Nicks Soldier's Angel (inserito nell'album In Your Dreams) e alla colonna sonora del film Questi sono i 40 con i brani Sick of You, Brother and Sister (duetto con Norah Jones) e She Acts Like You.

### 2013–2015: Fleetwood Mac EP, tour mondiale e rientro di Christine McVie nella band
Il tour mondiale è iniziato il 4 aprile 2013 a Columbus (Ohio). Il 30 aprile dello stesso anno è uscito il loro primo EP via download digitale su iTunes, prima pubblicazione dai tempi di Say You Will (2003). Extended Play conteneva tre nuove canzoni scritte da Buckingham e una, Without You, scritta da Stevie Nicks, proveniente dalle "sessions" di Buckingham Nicks.

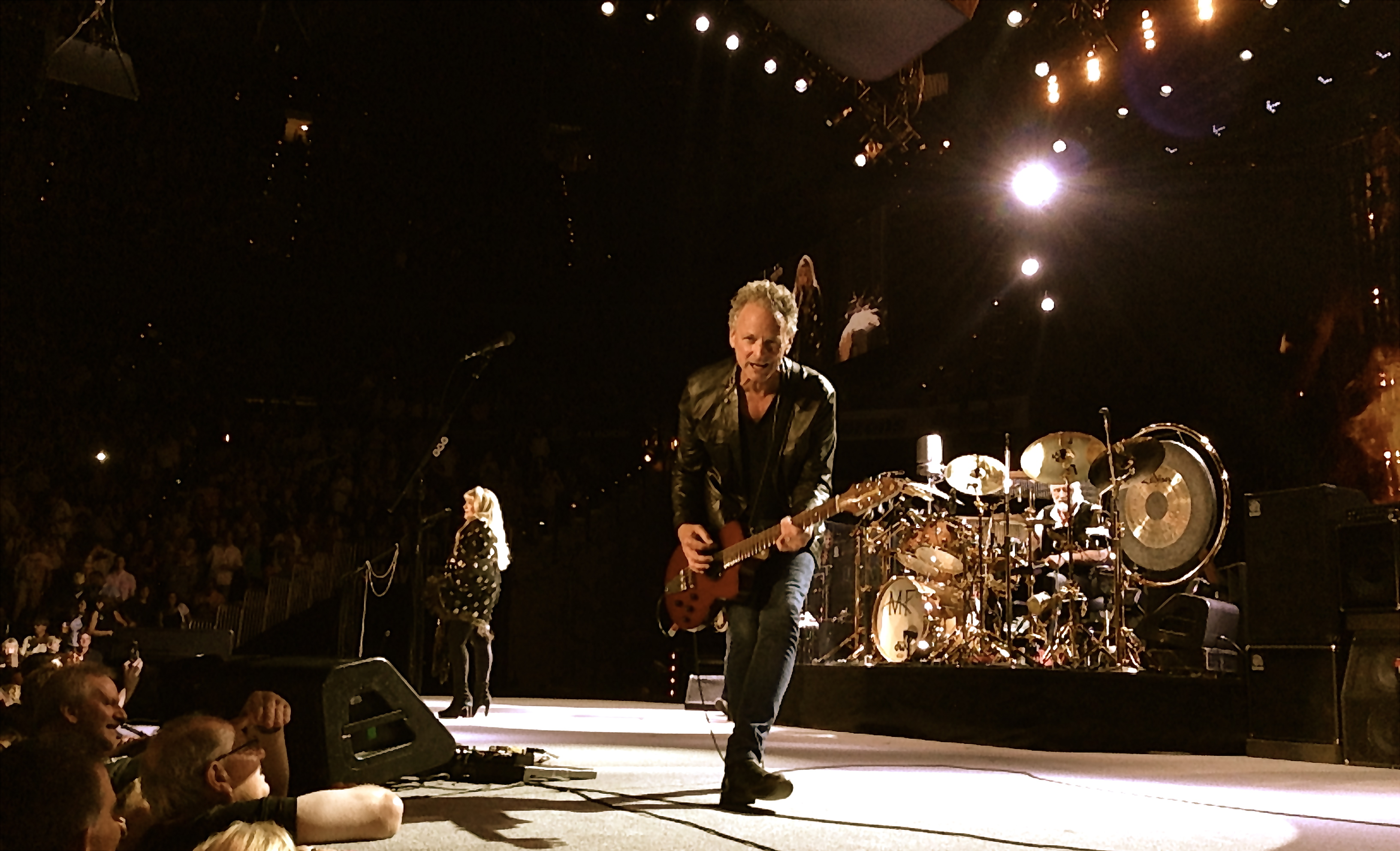
Buckingham si esibisce con i Fleetwood Mac ad Atlanta nel 2013

Buckingham è inoltre accreditato per tre canzoni dell'album Hesitation Marks, l'ottavo in studio dei Nine Inch Nails, e partecipa con i Delta Rae a una nuova versione del loro singolo If I Love You per l'EP Chasing Twisters.
L'11 gennaio 2014 Mick Fleetwood annunciò il rientro di Christine McVie nei Fleetwood Mac, e la notizia è stata confermata il 13 gennaio da Liz Rosenberg, principale addetta stampa della band,  la quale ha inoltre dichiarato che un nuovo album e un tour erano imminenti.
"On with the Show", un tour di 33 città del Nord America, iniziò a Minneapolis (Minnesota) il 30 settembre 2014, estendosi l'anno seguente anche nel Regno Unito.
A gennaio 2015 Buckingham suggerì che il nuovo album in studio e il nuovo tour avrebbero potuto essere l'ultimo atto dei Fleetwood Mac e che la band avrebbe cessato di operare nel 2015 o subito dopo. Per contro, Mick Fleetwood affermò che il nuovo album in studio avrebbe potuto richiedere alcuni anni per essere completato e che si stavano aspettando i contributi di Stevie Nicks, che era stata ambivalente riguardo all'impegno per un nuovo disco.

### 2016–2017:Lindsey Buckingham Christine McVie

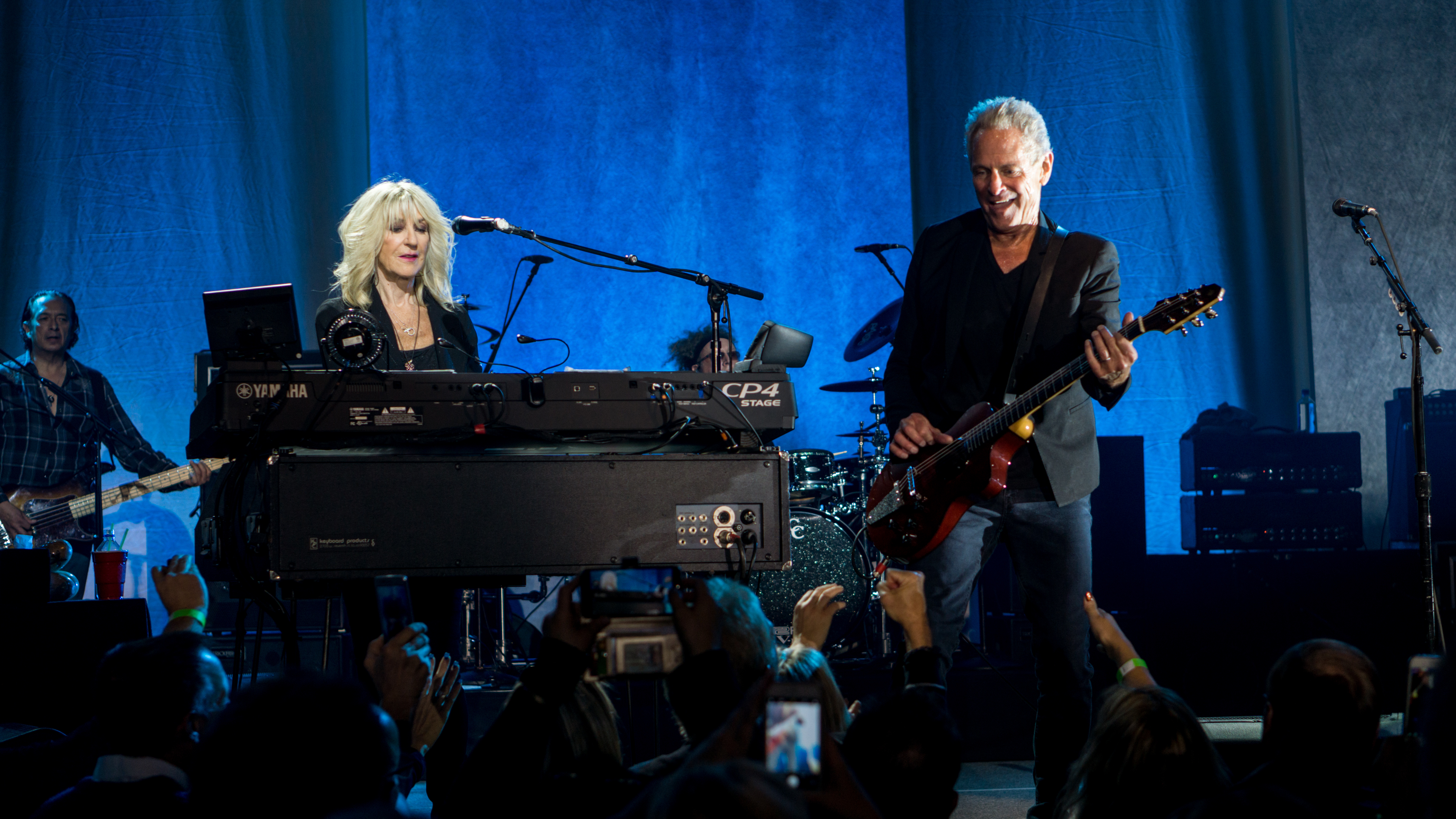
Buckingham e Christine McVie si esibiscono nel 2017

Nell'agosto del 2016, Fleetwood ha affermato che la band aveva "una gran quantità di musica registrata", che però non prevedeva il contributo di Stevie Nicks. Buckingham e Christine McVie, per contro, avevano contribuito a diverse canzoni per il progetto.
Buckingham e Christine McVie annunciarono un album in studio in collaborazione dal titolo Lindsey Buckingham Christine McVie, che prevedeva la presenza di Mick Fleetwood e John McVie, ma non di Stevie Nicks (in un tour solista con i Pretenders). L'album, che doveva in origine essere pubblicato come Fleetwood Mac, uscì il 9 giugno 2017 e preceduto dal singolo In My World. Un tour di 38 date iniziò il 21 giugno 2017 e si concluse il seguente 16 novembre.

### 2018–oggi: licenziamento dai Fleetwood Mac eLindsey Buckingham
Dopo l'esibizione dei Fleetwood Mac ai MusiCares Person of the Year nel gennaio del 2018, Buckingham fu licenziato dalla band. Si dice che il motivo fosse un disaccordo sulla natura del tour e, in particolare, sulla questione se includere materiale più recente o meno noto, come voleva Buckingham.

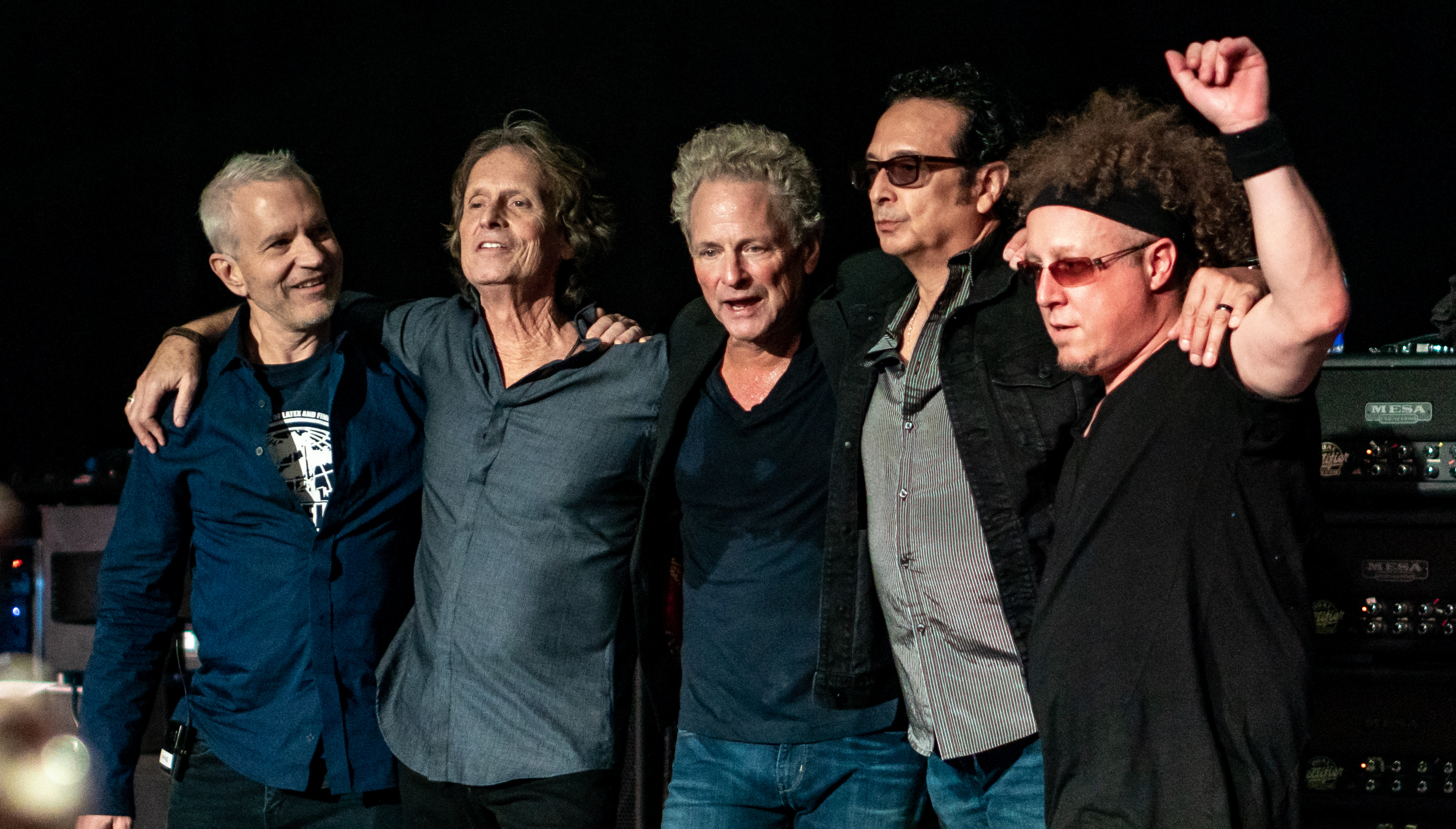
Buckingham e la sua band solista nel 2018

Mick Fleetwood e la band apparvero su "CBS This Morning" il 25 aprile 2018. Fleetwood dichiarò che Buckingham non avrebbe approvato un tour che il gruppo aveva pianificato per un anno e che avevano raggiunto un "vicolo cieco" e "sbattuto contro un muro". Quando gli è stato chiesto se Buckingham fosse stato licenziato, ha detto: "Beh, non usiamo questa parola perché penso che sia brutta". Nell'ottobre del 2018 Buckingham ha intentato una causa contro i Fleetwood Mac per violazione del dovere fiduciario, violazione del contratto orale e interferenza intenzionale con un potenziale vantaggio economico, tra le altre accuse; la causa è stata risolta nel dicembre dello stesso anno.
Buckingham ha dichiarato di aver saputo del licenziamento dopo aver ricevuto una chiamata dal manager dei Fleetwood Mac, Irving Azoff, con Stevie Nicks che aveva posto un ultimatum: o lei o Buckingham. Così la band decise di licenziare quest'ultimo. Anche in questa occasione Buckingham fu sostituito da due chitarristi: Mike Campbell (ex-Tom Petty and the Heartbreakers) e Neil Finn (Crowded House). Da allora Buckingham ha dichiarato che sarebbe stato aperto a rientrare nel Fleetwood Mac.
Nell'agosto del 2018, la Reprise ha pubblicato un comunicato stampa per una nuova antologia solista (con brani scelti personalmente da Buckingham, incluse diverse tracce live e due inediti), dal titolo Solo Anthology: The Best of Lindsey Buckingham, pubblicata il successivo 5 ottobre, cui ha fatto séguito una tournée in tutto il Nord America.
Nel 2020 Buckingham ha collaborato con i Killers nel loro album in studio Imploding the Mirage, suonando la chitarra nel loro primo singolo Caution.
Nel 2021 Buckingham ha suonato in una nuova versione di The Past Is the Past di Brandy Clark, pubblicata come traccia bonus nell'edizione deluxe del suo album Your Life Is a Record.
L'8 giugno 2021 Buckingham ha annunciato il suo settimo album in studio da solista, Lindsey Buckingham con il singolo I Don't Mind. Il secondo singolo estratto dall'album, On the Wrong Side, è uscito il 23 luglio 2021. L'album è stato pubblicato il 17 settembre 2021 e il tour è iniziato il mese stesso.
Buckingham è stato anche ospite nell'album in studio di Halsey If I Can't Have Love, I Want Power, suonando la chitarra in Darling. Ha inoltre accompagnato la stessa Halsey al "Saturday Night Live" il 9 ottobre 2021, sia suonando la chitarra sia cantando i "backing vocals" nell'ultimo ritornello della canzone.
Il 27 agosto 2022 Buckingham si unì al live dei Killers a Los Angeles per eseguire il suo assolo in Caution, insieme a una cover di Go Your Own Way. Buckingham tornerà poi sul palco insieme a Johnny Marr per eseguire Mr. Brightside per chiudere il concerto.
Nel 2025 collabora al nuovo singolo degli Empire of the Sun Somebody's Son, uscito per la versione deluxe dell'album Ask That God.

## Stile musicale
A differenza della maggior parte dei chitarristi rock, Buckingham non suona con il plettro; per contro, suona quasi esclusivamente fingerstyle e tende a pizzicare le corde con il medio e l'anulare. Unitosi ai Fleetwood Mac, Buckingham usava una Gibson Les Paul Custom, nonostante prima la sua preferita fosse una Fender Telecaster, utilizzata anche nel primo album con la band, insieme a delle Fender Stratocaster dotate di un Alembic Blaster. Nel 1978 ha lavorato con Rick Turner, futuro proprietario e fondatore della Renaissance Guitar Company, per creare la chitarra "Model One". Da allora l'ha usata ampiamente, sia con i Fleetwood Mac sia da solista. Utilizza una Taylor Guitar 814ce o una Rick Turner Renaissance RS6 per gran parte delle sue performance acustiche, ma predilige una Gibson Chet Atkins personalizzata per le esecuzioni live di Big Love. Dagli inizi degli anni '70 alla fine degli anni '80 ha anche utilizzato una Ovation Balladeer. Negli anni '80 si è anche servito ampiamente del campionatore Fairlight CMI.
Le sue influenze includono Brian Wilson e Phil Spector. Buckingham ha anche lavorato molto come produttore sia per i Fleetwood Mac sia per il suo lavoro da solista, dichiarando di pensare a sé stesso "come a uno stilista".
In un'intervista rilasciata al "Guitar World Acoustic Magazine", Buckingham ha detto:
 Ho sempre creduto che si suoni per mettere in risalto la canzone, non per mettere in risalto il musicista. La canzone è tutto ciò che conta. Ci sono due modi in cui puoi scegliere di procedere. Puoi provare a essere qualcuno come Eddie Van Halen, che è un grande chitarrista, un virtuoso. Eppure non fa buoni dischi, perché ciò che suona è totalmente perso nel contesto della musica della band. Poi ci sono chitarristi come Chet Atkins, che non erano lì per cercare di mettersi in mostra come chitarristi fini a sé stessi, ma usavano la chitarra come uno strumento per fare buoni dischi. Ricordo di aver amato il lavoro di Chet quando ero un bambino, ma è stato solo più tardi, quando ho ascoltato davvero le sue parti di chitarra, che ho capito quanto fossero parte del tessuto della canzone, e quanto ti avrebbero fatto dire "Oh, questa canzone non avrebbe funzionato se non ci fossero state".
In un'altra intervista a "Guitar World" Buckingham, in merito al fatto di usare le dita al posto del plettro, ha dichiarato:
 Ho iniziato a suonare molto giovane e, fin da piccolo, le persone che ascoltavo avevano qualche elemento di fingerstyle. Probabilmente il primo chitarrista che ho emulato è stato Scotty Moore, quando avevo 6 o 7 anni. E lui suonava con un plettro, ma usava anche le dita. E molti turnisti, come Chet Atkins, suonavano con le dita o con un plettro. Poi ho ascoltato una certa quantità di chitarra classica leggera. E naturalmente più tardi, quando la prima ondata di rock n' roll era in un certo senso tramontata, la musica folk è diventata molto popolare e molto influente nel mio stile. Quindi non è stata tanto una scelta, quanto qualcosa in cui sono finito. Uso il plettro occasionalmente. Di sicuro lo uso di più in studio, quando vuoi ottenere un certo timbro. Ma questo è solo il modo in cui sono cresciuto. Non mi è stato insegnato. Ho semplicemente capito le cose a modo mio. Immagino che sia stato uno dei modi in cui mi sono sentito a mio agio e ha semplicemente preso piede.

## Vita privata
Dopo la fine della complessa relazione con Stevie Nicks (che per lui scrisse le hit Silver Springs e Dreams, e a cui Lindsey dedicò Go Your Own Way e Never Going Back Again), Buckingham si legò nel corso degli anni '80 alla scrittrice Carol Ann Harris. Nel decennio successivo inizierà una breve relazione con l'attrice Cheri Caspari, oltre a frequentare per circa un anno l'attrice Anne Heche (per cui scriverà Down on Rodeo in Under the Skin), prima di legarsi alla fotografa e interior designer Kristen Messner.
Buckingham e Messner hanno avuto il loro primo figlio, William Gregory, l'8 luglio 1998. I due, sposatisi nel 2000, avranno due figlie, Leelee e Stella, nate rispettivamente il 15 luglio 2000 e il 20 aprile 2004. Alla moglie e ai tre figli Buckingham ha dedicato il brano It Was You nell'album Under the Skin.
Nel febbraio del 2019 Buckingham è stato sottoposto a un intervento chirurgico a cuore aperto. La moglie Kristen affermò che "la procedura salvavita ha causato danni alle corde vocali, la cui permanenza non è chiara", sebbene alla fine Buckingham si sia ripreso.

## Nella cultura di massa
- Buckingham è stato interpretato da Bill Hader in uno sketch ricorrente del "Saturday Night Live" su NBC, dal nome "What Up with That?".[76] È anche apparso il 14 maggio 2011, interpretando sé stesso durante lo sketch e accennando Big Love alla chitarra.[77][78]
- Buckingham ha interpretato sé stesso e ha cantato nell'episodio 3 della serie Roadies, in onda su Showtime.[79]

## Discografia

### Con i Buckingham Nicks

#### Album in studio
- 1973 - Buckingham Nicks

### Con i Fleetwood Mac

#### Album in studio
- 1975 - Fleetwood Mac
- 1977 - Rumours
- 1979 - Tusk
- 1982 - Mirage
- 1987 - Tango in the Night
- 2003 - Say You Will

#### EP
- 2013 - Extended Play

#### Album dal vivo
- 1980 - Live
- 1997 - The Dance
- 2004 - Live in Boston
- 2016 - In Concert
- 2023 - Rumours Live
- 2024 - Mirage Tour '82

### Da solista

#### Album in studio
- 1981 - Law and Order
- 1985 - Go Insane
- 1992 - Out of the Cradle
- 2006 - Under the Skin
- 2008 - Gift of Screws
- 2011 - Seeds We Sow
- 2021 - Lindsey Buckingham

#### Split
- 2017 - Lindsey Buckingham Christine McVie (con Christine McVie)

#### Album dal vivo
- 2008 - Live at the Bass Performance Hall
- 2011 - Songs from the Small Machine: Live in L.A.
- 2012 - One Man Show

#### Raccolte
- 1992 - Words and Music [A Retrospective]
- 2018 - Solo Anthology: The Best of Lindsey Buckingham
- 2024 - 20th Century Lindsey